# Spanische Badmintonmeisterschaft 2003
Die Spanische Badmintonmeisterschaft 2003 fand in Manises statt. Es war die 22. Austragung der nationalen Titelkämpfe von Spanien im Badminton.

## Titelträger
| Disziplin    | Sieger                            |
| ------------ | --------------------------------- |
| Herreneinzel | Sergio Llopis                     |
| Dameneinzel  | Dolores Marco                     |
| Herrendoppel | José Antonio Crespo Sergio Llopis |
| Damendoppel  | Dolores Marco Ana Ferrer          |
| Mixed        | José Antonio Crespo Dolores Marco |